# كالداس دي رييس
بلدية كالداس دي رييس (بالإسبانية: Caldas de Reyes) هي بلدية تقع في مقاطعة بونتيفيدرا التابعة لمنطقة غاليسيا شمال غرب إسبانيا.

## الديموغرافيا
يبلغ عدد سكان بلدية كالداس دي رييس 10.060 نسمة عام 2011 (وفقاً للمعهد الوطني للإحصاء الإسباني).
| 9.307 | 9.405 | 9.444 | 9.673 | 9.796 | 10.036 | 10.060 |

## أعلام
- ألفونسو السابع ملك قشتالة
- خيسوس توريس